# Giorgis Tsampourakis
Giorgis Tsampourakis (en griego: Γιωργής Τσαμπουράκης; 31 de octubre de 1974) es una actor y director griego.

## Biografía
Nacido en 31 de octubre de 1974 en Düsseldorf. Hijo de Ioannis y Irini Tsampouraki. Él viene de Avgeniki, Heraclión, Creta. 
Se graduó de la Escuela de Arte Dramático Veaki. En 2001 hizo su debut en televisión en la serie "Ti simvainei me ton Chari". En 2005 protagonizó la serie "Ston Ilio tou Aigaiou". En 2019 protagonizó en To Kokkino Potami.
El está casado y tiene dos hijos. Es el dueño del restaurante "ASTER" en Petralona, junto con su amigo y actor Michalis Moulakakis.
Es el fundador y director de la compañía de teatro "Imeros" y de la Escuela Superior de Arte Dramático "NOTOS" en Heraclión, Creta.

## Televisión
| Año     | Título                            | Título en español                 | Papel                         | Notas                                 |
| ------- | --------------------------------- | --------------------------------- | ----------------------------- | ------------------------------------- |
| 2001    | Ti simvainei me ton Chari         | ¿Qué pasa con Harry?              | Giannis                       | Episodio: "Ego kai o filos mou Renos" |
| 2005    | Kaneis den leei s' agapo          | Nadie dice que te amo             | Petros                        | 2 episodios                           |
| 2005/06 | Meine dipla mou                   | Quédate a mi lado                 | Timotheos                     | Reparto principal                     |
| 2005/06 | Ston Ilio tou Aigaiou             | En El Sol Egeo                    | Aris                          | Protagonista                          |
| 2006/07 | I Teleutaia Parastasi             | La última actuación               | Antonis Argiriadis            | Protagonista                          |
| 2007/08 | Pira Kokkina Gialia               | Tengo gafas rojas                 | Sakis Christodoulou           | Protagonista                          |
| 2008    | Alithinoi Erotes                  | Verdaderos amores                 | Pavlos Anagnostou             | Episode: "Mezoneta"                   |
| 2008/09 | Exo ena mistiko...                | Tengo un secreto...               | Telis                         | 9 episodios                           |
| 2009    | Alithinoi Erotes                  | Verdaderos amores                 | Giorgos                       | Episodio: "Parania"                   |
| 2009/11 | Karma                             | Karma                             | Filippos                      | Protagonista                          |
| 2010    | Ouk An Laveis Para Tou Mi Exontos | Ok si recibes a pesar de no tener | Factory Master (voice)        | 1 episodio                            |
| 2014    | Klemmena Oneira                   | Sueños robados                    | Miltos Kriezis                | Reparto principal                     |
| 2016/17 | Tamam                             | Está bien                         | Thanos Iakovou                | 8 episodios                           |
| 2019/20 | To Kokkino Potami                 | El río rojo                       | Comandante Ali Ömeroğlu/Ilias | Protagonista                          |

### Cine
| Año  | Título                       | Título en español                 | Papel   |
| ---- | ---------------------------- | --------------------------------- | ------- |
| 2008 | O Arsivaristas kai o Aggelos | El levantador de pesas y el Ángel | Manolis |
| 2013 | Big Bad Sheep                | Grande Ovejas malas               |         |

## Teatro
- Bend (Bend)
- Alloi antropoi (Otra gente)
- O Elafovasilias (El rey ciervo)
- To aima pou marathike (La sangre que se marchito)
- Oidipodas (Edipo)
- Oresteia (Oresteia)
- Filla apo Giali (Hojas de vidrio)
- Basilias Lir (Rey Lear)
- O thanatos tou Danton (Muerte de Danton)
- Erotokritos (Erotokritos)
- Perses (Persas)
- Kaligoulas (Kaligulas)
- O Vasilikos (El Real)
- Odysseia (Odisea)
- Oi Tris Adelfes (Las tres hermanas)
- Ena mathima xorou (Una clase de baile)
- Mon petit prince  (Mi pequeño príncipe)
- Fool for love (Tonto por amor)
- O Theios Vanya (El Tío Vanya)
- Nora (Nora)